# Lem Martínez
Lem Pedro Martínez Punschke (* 1. Juni 1923 im Departamento Colonia; † nach 1952) war ein uruguayischer Moderner Fünfkämpfer.
Martínez nahm an den Olympischen Sommerspielen 1952 in Helsinki teil. Im Einzelwettkampf belegte er den 43. Platz und wurde in der Mannschaftswertung mit Uruguay Dreizehnter.